# Daphne bholua
Daphne bholua är en tibastväxtart som beskrevs av Buch.-ham. och David Don. Daphne bholua ingår i släktet tibaster, och familjen tibastväxter. Utöver nominatformen finns också underarten D. b. glacialis.

## Bildgalleri

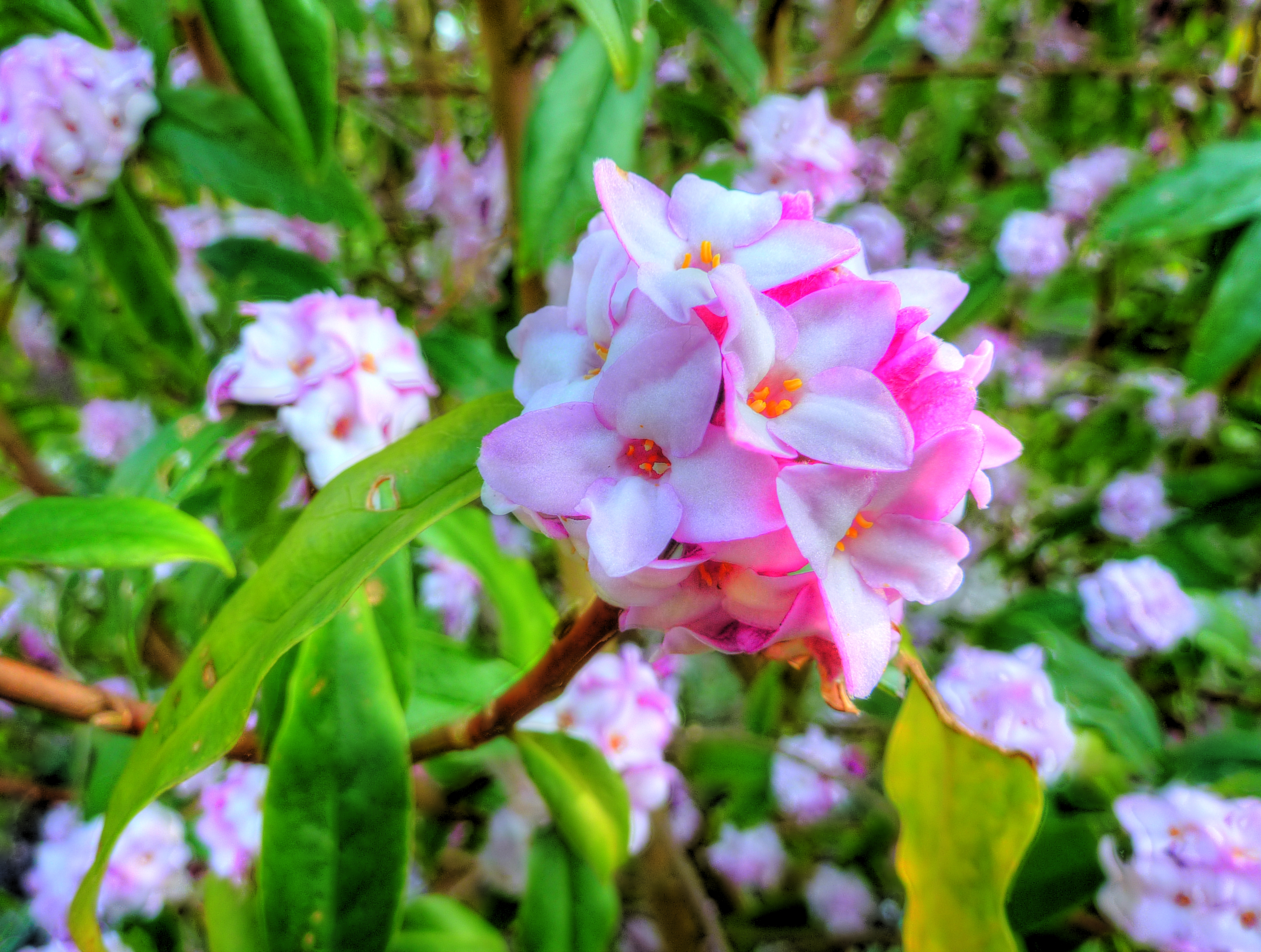
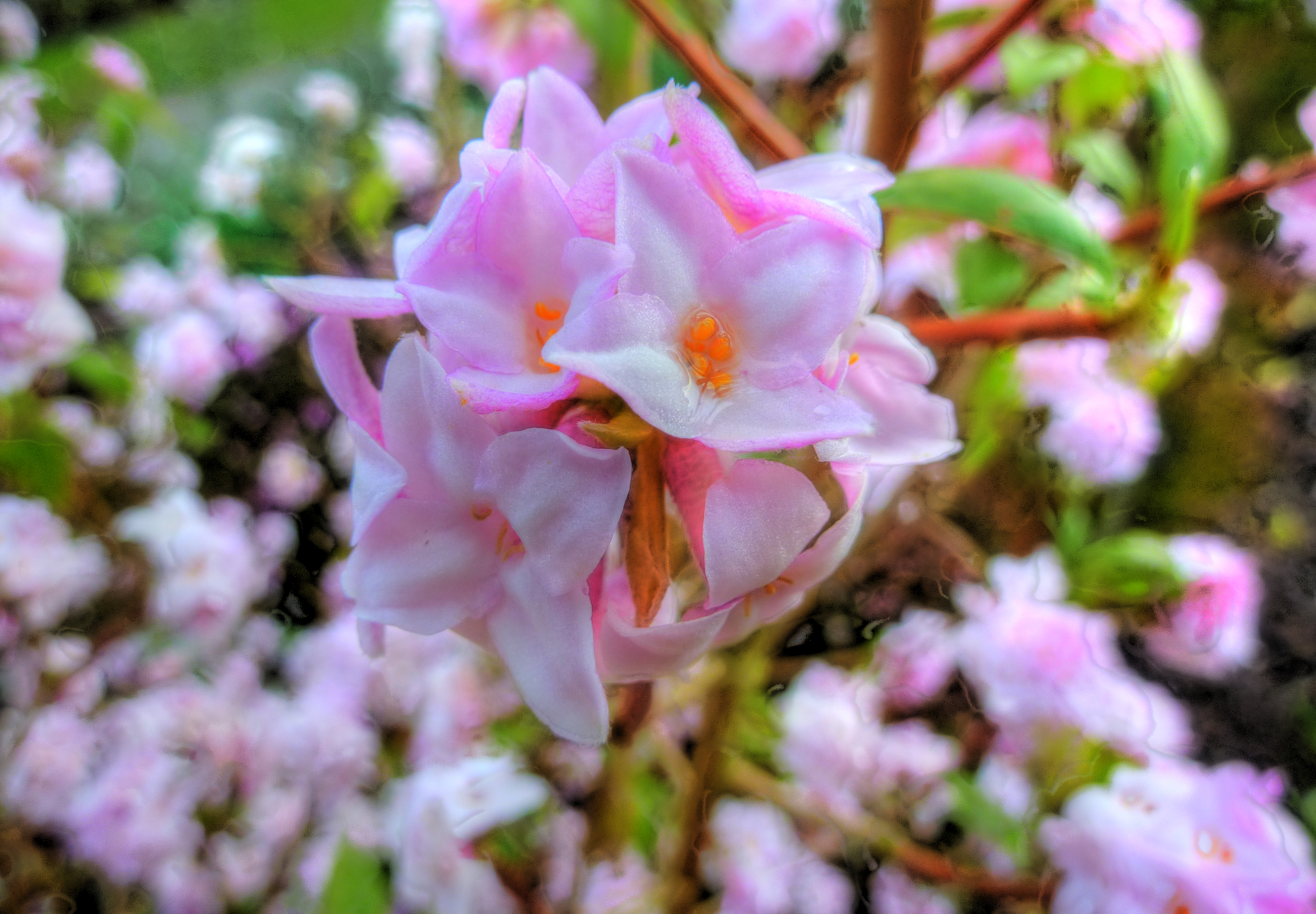
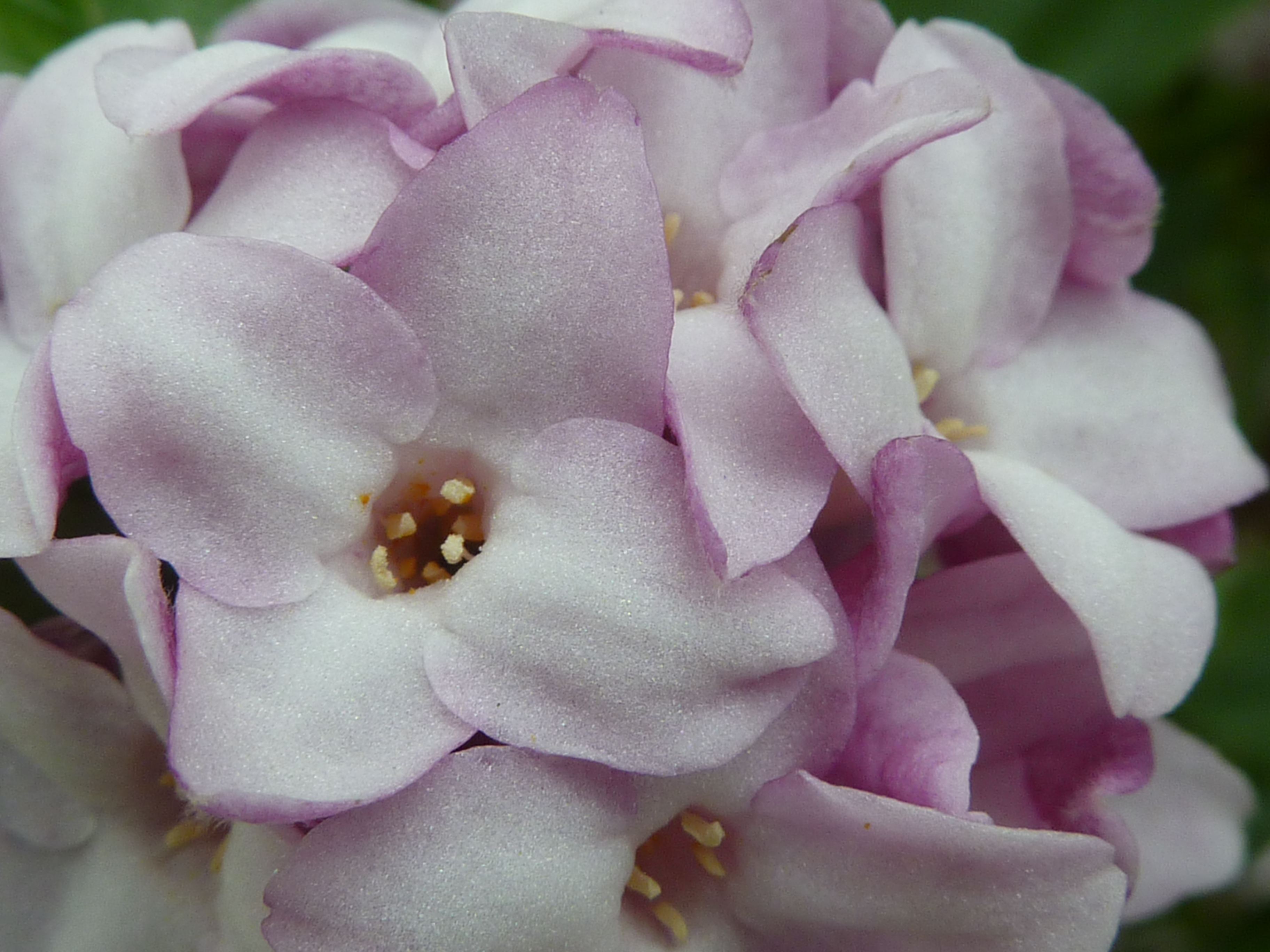
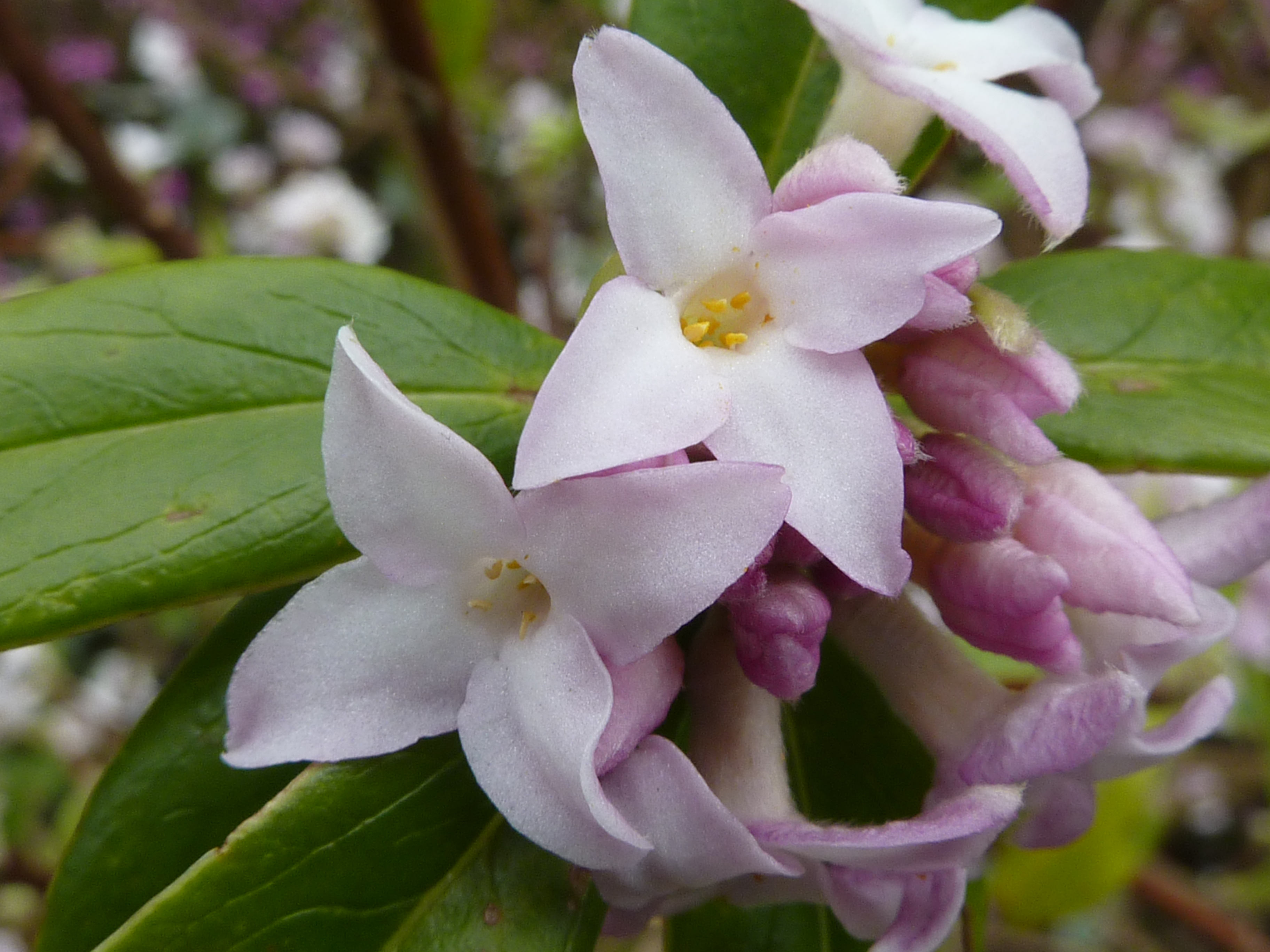
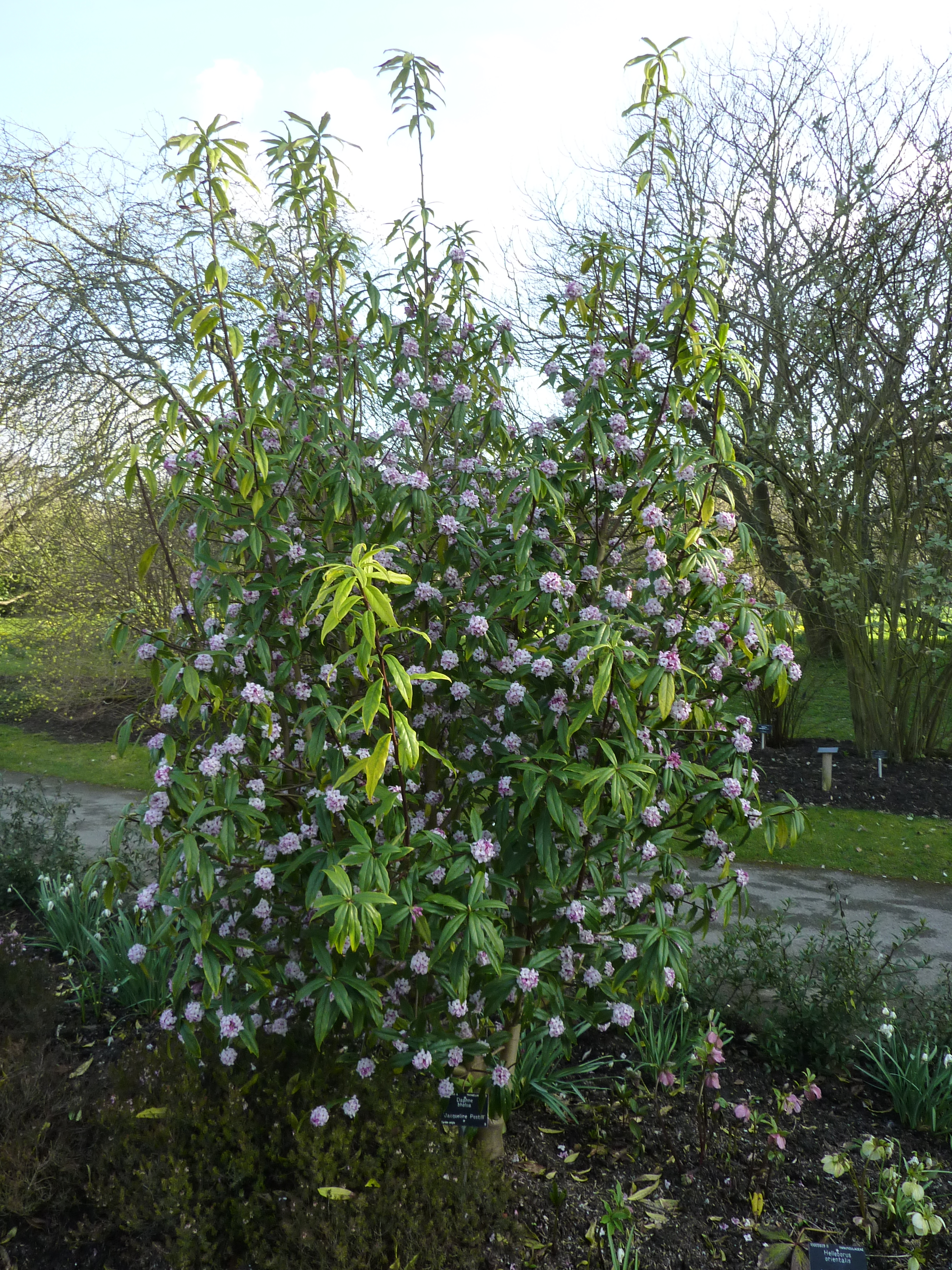
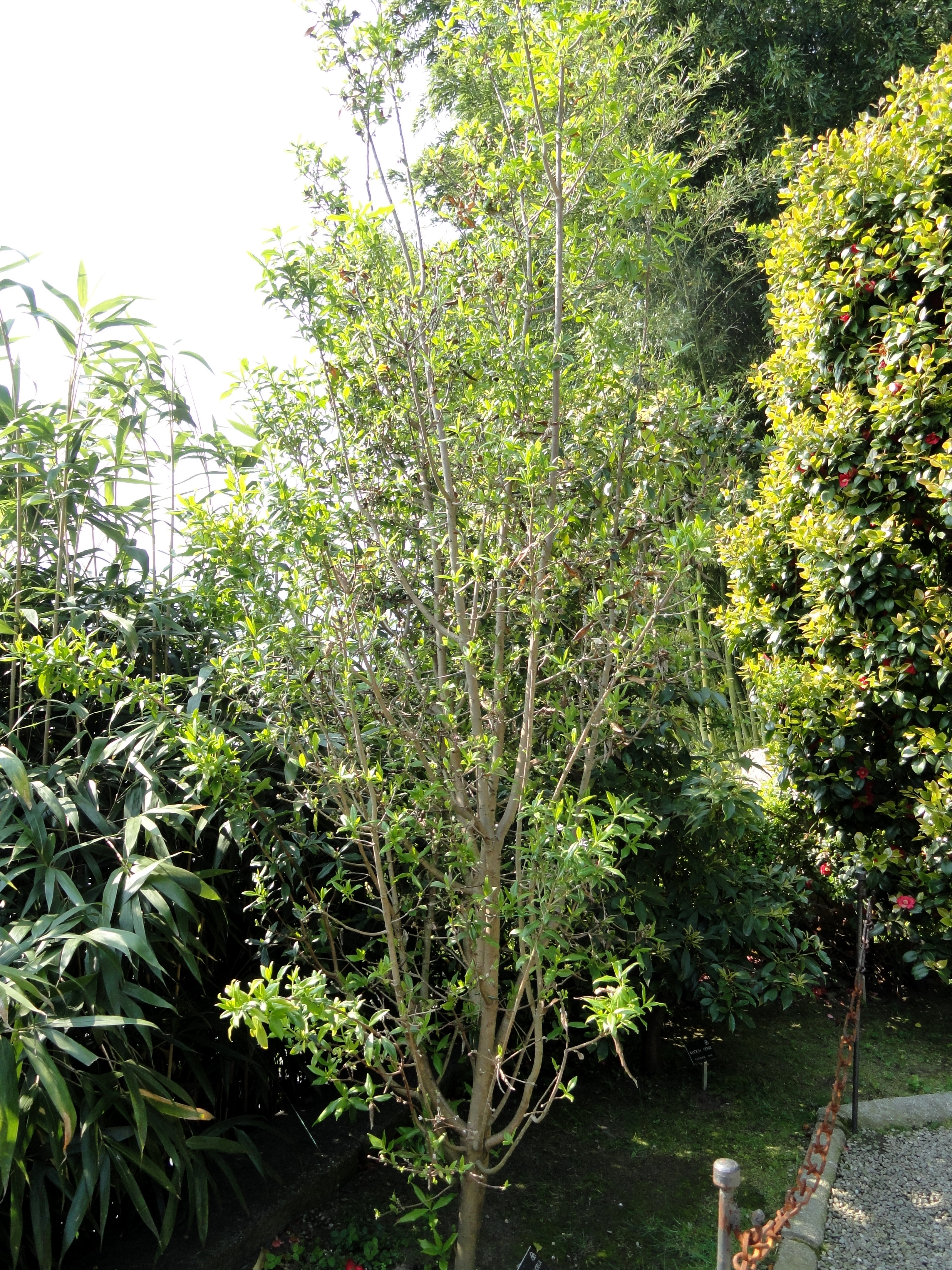